# Nikolaus II. Scholl
Nikolaus II. Scholl (* 1474 in Grafenrheinfeld; † 27. Oktober 1551) war von 1540 bis 1551 Abt des Benediktinerklosters in Münsterschwarzach.

## Münsterschwarzach vor Scholl
Drei entgegengesetzte Entwicklungen prägten die Zeit vor dem Amtsantritt des Abtes Nikolaus Scholl. Die Abtei blühte zum einen auf, da sie seit den achtziger Jahren des 15. Jahrhunderts in einer der großen Klosterbünde, der Bursfelder Kongregation, organisiert war. Dadurch erlangte Münsterschwarzach mehr Freiheiten gegenüber seinen Herren, den Würzburger Fürstbischöfen. Gleichzeitig nahm die Bereicherung der Äbte am Klostergut immer erschreckendere Formen an.
Eine weitere Entwicklung war die Spaltung der Kirche, die durch die Reformation angestoßen worden war. Die protestantischen Fürsten in der Umgebung des Klosters wurden zur Bedrohung. Nach weitreichenden Zerstörungen im Deutschen Bauernkrieg 1525, die Mönche hatten das Kloster verlassen müssen, begann unter Scholls direktem Vorgänger Johannes Büttner der Wiederaufbau. Er war auch der erste Abt seit dem 15. Jahrhundert, der die Versammlungen der Bursfelder nicht mehr besuchte, da man sich von dem Bund im Stich gelassen fühlte.

## Leben
Nikolaus II. Scholl wurde im Jahr 1474 im unterfränkischen Grafenrheinfeld in der Nähe der Reichsstadt Schweinfurt geboren. Über seine Familie ist nur sehr wenig bekannt. Scholls Vater arbeitete als Schiffsmann am Main. Auch die Ausbildung des jungen Nikolaus wird in den Quellen nicht erwähnt. Erst mit seinem Eintritt ins Kloster Münsterschwarzach wird er wieder fassbar. Nachdem Scholl sein Gelübde abgelegt hatte, folgte ein sechzehnjähriger Aufenthalt in Köln, während dessen er wohl studierte.
Nach der Rückkehr nach Franken stieg Scholl innerhalb des Klosters schnell auf. Er bekleidete 26 Jahre hindurch das Amt des Cellerars und zählte 1505 zu den Kandidaten der Abtswahl. Allerdings vereinigte er zu wenig Stimmen auf sich und verlor gegen Georg Wolfsbach. Erst 1540, nach dem Tod des Johannes Büttner, wurde Scholl zum Abt gewählt. Die Wahl erfolgte am 10. März 1540 in Gegenwart mehrerer würzburgisch-fürstbischöflicher Abgeordneter.
Am Kirchweihfest der Abtei, am 12. September 1540, wurde der Abt vom Würzburger Weihbischof Augustin Mayer benediziert. Als Assistenten waren die Äbte Georg von Aura und Heinrich von Theres nach Münsterschwarzach gereist. Grund für die vielen Prälaten im Kloster war die Neueinweihung von Kirche, Kreuzgang und Altären, die im Bauernkrieg zerstört worden waren und deren Wiederaufbau mehrere Jahrzehnte in Anspruch genommen hatte.
Die großen Baumaßnahmen waren auch der Grund für die hohen Schulden, die die Abtei angehäuft hatte. Scholl ging bald daran, diese abzutragen, scheiterte allerdings nach kurzer Zeit. In seiner Not musste er einen Hof des Klosters in Krautheim veräußern. Bald darauf folgten mehrere Rechte in Schwarzenau, Dettelbach, Bibergau, die der Klosterherr, der Fürstbischof von Würzburg erhielt. Trotz dieser Anstrengungen blieben viele der Schulden jedoch erhalten.
Hinzu kamen noch die Zerstörungen im Schmalkaldischen Krieg, die am 26. Juli 1546 ihren Höhepunkt erreichten: Eine etwa 30.000 Mann starke hessische und sächsische Armee plünderte die Klosterdörfer um die Abtei. Hierbei ging der Großteil der Jahresernte verloren. Insgesamt entstand so ein Schaden von ungefähr 5000 Gulden. Der alte Abt wollte daraufhin resignieren, um den Wiederaufbau in jüngere Hände zu legen. Der Konvent lehnte aber ab. Am 27. Mai 1551 starb Nikolaus II. Scholl siebenundsiebzigjährig.